# 바위게
바위게는 바위게과에 속하며 학명은 Pachygrapsus crassipes이다. 갑각길이 3.4cm, 나비 3.9cm 정도로 이마가 넓다. 눈자루는 굵고 짧으며, 눈뒷니는 삼각형 모양으로 뾰족하며 그 뒤에 하나의 뾰족한 이가 있다. 집게다리는 좌우대칭이며 억세다. 물이 맑은 해변의 암초지대에 살며 개체수가 많다. 행동이 민첩하며 주로 갯강구를 잡아먹는다. 7-8월에 암컷이 알을 품는다. 한국·일본·하와이·미국 서해안 등지에 분포한다.